# Neolicaphrium
Neolicaphrium è un genere estinto di mammiferi litopterni, appartenente ai proteroteriidi. Visse tra il Pliocene medio e il Pleistocene superiore (circa 3,5 - 0,1 milioni di anni fa) e i suoi resti fossili sono stati ritrovati in Sudamerica.

## Descrizione
Questo animale era di dimensioni medio - piccole, e non superava la taglia di un odierno cervo delle pampas (Ozotoceros bezoarticus): Neolicaprhium era alto circa 70 centimetri al garrese, e la lunghezza del corpo doveva superare di poco i 110 centimetri. Le zampe erano lunghe e snelle, fornite di tre dita di cui l'unica pienamente funzionale era quella centrale, con uno zoccolo molto sviluppato. Il cranio era dotato di un muso relativamente corto e di una dentatura dalle corone dentarie non particolarmente allungate (mesodonte). La superficie dorsale del cranio era quasi parallela alla superficie occlusale di molari e premolari superiori; le orbite erano piuttosto grandi, ed era presente un diastema ben sviluppato. 
Gli incisivi superiori erano a forma di canini ed erano di grandi dimensioni. I molari inferiori e il terzo premolare inferiore erano caratterizzati da un entoconide ben sviluppato, connesso da una corta cresta a un ipoconulide proiettato lingualmente. Il terzo molare inferiore, con l'ipoconulide proiettato più posteriormente, realizzava una sorta di "terzo lobo" rudimentale. Le valli del trigonide e del talonide erano strette e profonde. 

## Classificazione
Il genere Neolicaphrium venne descritto per la prima volta nel 1921 da Frenguelli, sulla base di resti incompleti ritrovati in Argentina. La specie tipo, Neolicaphrium recens, è tipica di giacimenti del Pliocene superiore - Pleistocene superiore di Argentina, Uruguay e Brasile, mentre la specie N. major è stata ritrovata in terreni del Pliocene dell'Argentina. 
Neolicaphrium è il più recente tra i proteroteriidi, un gruppo di mammiferi litopterni dalle forme simili a quelle degli equidi, in particolare riguardo alla struttura delle zampe. Neolicaphrium, in ogni caso, non era il proteroteriide più specializzato. 

## Paleoecologia
Un'analisi che ha usato isotopi stabili per stabilire l'ambiente in cui viveva Neolicaphrium recens nel tardo Pleistocene ha indicato che questo animale era un brucatore di foglie, per la maggior parte piante della foresta con copertura aperta, e che viveva in un ambiente forestale semi-aperto o in savane alberate (Morosi e Ubilla, 2017). Un'altra analisi riguardante l'usura dentaria di alcuni esemplari di Neolicaphrium provenienti dall'Argentina e dall'Uruguay hanno confermato le ipotesi precedenti (Corona et al., 2019).